# Carlos Santana & Buddy Miles! Live!
Carlos Santana & Buddy Miles! Live! är ett musikalbum av Santana och percussionisten Buddy Miles som lanserades i juni 1972 på Columbia Records. Allt låtmaterial på skivan spelades in live nyårsdagen 1972 på Hawaii. Det var Santanas första livealbum och blev i kölvattnet på gruppens tre första framgångsrika studioalbum en storsäljare i USA. Mest notabelt på skivan är kanske den drygt 25 minuter långa jamsession som blandar funk, latino, hårdrock och psykedelisk musik, och ursprungligen tog upp hela skivsida B på LP-utgåvorna. Skivans fodral var ett utvikskonvolut med bilder från konserten på insidan.

## Låtlista
1. "Marbles" - 4:18
2. "Lava" - 2:13
3. "Evil Ways" - 6:36
4. "Faith Interlude" - 2:12
5. "Them Changes" - 5:51
6. "Free Form Funkafide Filth" - 24:53

## Listplaceringar
| Lista (1972)   | Position             |
| -------------- | -------------------- |
| Finland        | 9                    |
| Kanada         | 15 (RPM)             |
| Nederländerna  | 6                    |
| Storbritannien | 29 (UK Albums Chart) |
| Sverige        | 6 (Kvällstoppen)     |
| USA            | 8 (Billboard 200)    |
| Västtyskland   | 14                   |